# Armadillidium pretusi
Armadillidium pretusi es una especie de crustáceo isópodo terrestre de la familia Armadillidiidae.

## Distribución geográfica
Son endémicos de Mallorca (España).